# Audrey Peppe
Audrey Frances Peppe, née le 12 octobre 1917 à New York (État de New York) et morte le 1er avril 1992 dans la même ville, est une patineuse artistique américaine. Elle est double vice-championne des États-Unis en 1938 et 1939.

## Biographie

### Carrière sportive
Audrey Peppe est double vice-championne des États-Unis en 1938 et 1939, derrière sa compatriote Joan Tozzer.
Elle représente son pays à deux championnats nord-américains (1933 dans sa ville natale et 1939 à Toronto), à un championnat européen (1937 à Prague), à deux mondiaux (1936 à Paris et 1937 à Londres), et aux Jeux olympiques d'hiver de 1936 à Garmisch-Partenkirchen.
Elle quitte les compétitions amateurs et devient professionnelle en décembre 1939, alors que le second conflit mondial a déjà commencé en Europe et en Asie.

### Famille

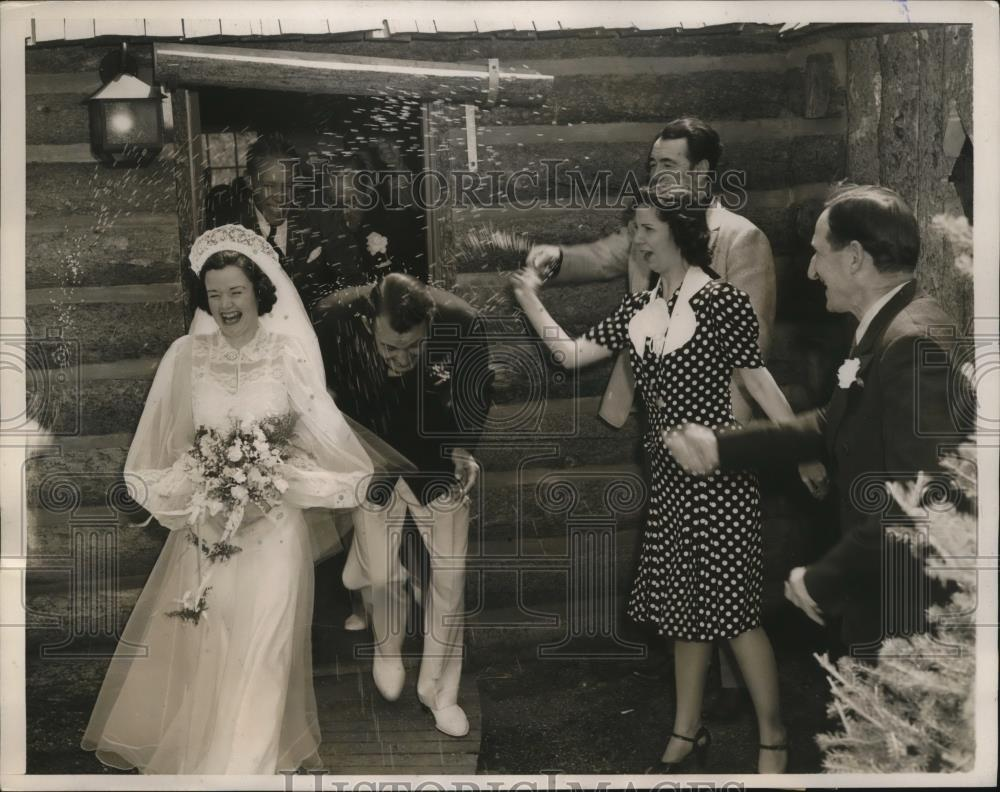
Le mariage d'Audrey Peppe et David Benner en mai 1940.

Audrey Peppe est la nièce de la patineuse artistique Beatrix Loughran, qui l'a également entraînée.
En mai 1940, elle épouse David Benner, mais le mariage ne dure pas. En 1944, elle épouse en deuxièmes noces Robert Rapee, fils du chef d'orchestre Ernö Rapée, avec qui elle a un enfant.

## Palmarès
| Compétition                                                                              | 1932 | 1933 | 1934 | 1935 | 1936 | 1937 | 1938 | 1939 | 1940 |
| Jeux olympiques d'hiver                                                                  |      |      |      |      | 12e  |      |      |      | JA   |
| Championnats du monde                                                                    |      |      |      |      | 13e  | 12e  |      |      | CA   |
| Championnats d'Europe                                                                    |      |      |      |      |      | 11e  |      |      | CA   |
| Championnats d'Amérique du Nord                                                          |      | 4e   |      |      |      |      |      | 4e   |      |
| Championnats des États-Unis                                                              | 6e   | F    | 4e   | 5e   | 3e   |      | 2e   | 2e   |      |
| Légende : F = Forfait ; JA = Jeux olympiques d'hiver annulés ; CA = Championnats annulés |      |      |      |      |      |      |      |      |      |